# لس کلارک
لس کلارک (انگلیسی: Les Clark؛ ۱۷ نوامبر ۱۹۰۷ – ۱۲ سپتامبر ۱۹۷۹) پویانمای اهل ایالات متحده آمریکا بود.
وی نخستین فرد از انیماتورهای قدیمی دیزنی معروف به نه پیرمرد دیزنی میباشد و در سال ۱٩٢٧ به والت دیزنی پیوست.